# Norio Murata
Norio Murata (født 7. februar 1976) er en tidligere japansk fodboldspiller.
Han har spillet for flere forskellige klubber i sin karriere, herunder Oita Trinita og Mito HollyHock.